# Dicranota (Dicranota) bernardinensis
Dicranota (Dicranota) bernardinensis is een tweevleugelige uit de familie Pediciidae. De soort komt voor in het Nearctisch gebied.